# کارلیک (تاش‌اوا)
کارلیک (به لاتین: Karlık) یک منطقهٔ مسکونی در ترکیه است که در تاشوا واقع شده‌است.